# Porte de Clignancourt
Porte de Clignancourt (Puces de Saint-Ouen) – stacja końcowa czwartej linii paryskiego metra położona w 18. dzielnicy. Pierwszy człon nazwy wywodzi się od dawnej bramy miejskiej (zniszczonej podczas I wojny światowej), natomiast drugi (nadany w listopadzie 2018 roku) wziął się od pobliskiego pchlego targu. Stację otwarto 21 kwietnia 1908 roku. Od listopada 2018 roku możliwa jest przesiadka na przystanek linii tramwajowej 3b o tej samej nazwie. Między sierpniem a październikiem 2020 roku trwał montaż automatycznych drzwi peronowych. Blisko stacji znajduje się elektrowozownia i warsztaty - Ateliers de Saint-Ouen. W 2021 roku ze stacji skorzystało 5 611 814 pasażerów, co dało jej dwudzieste czwarte (na trzysta pięć) miejsce w całym systemie względem popularności.